# Tim Rasch
Tim Peter Rasch (* 12. Juli 1998 in Vechta) ist ein deutscher Laiendarsteller, Model und Influencer.

## Leben und Karriere
Tim Rasch wuchs im niedersächsischen Bühren auf. Seine Mutter arbeitete als Sozialpädagogin und sein Vater als Steuerberater. Er machte eine Ausbildung zum Altenpflegehelfer sowie Heilerziehungspflegehelfer und arbeitete danach in einer Bäckerei.
Rasch wurde ab 2017 durch seine Rolle als Nik Becker in der RTL-II-Serie Berlin – Tag & Nacht (kurz BTN genannt) bekannt. Nach seinem Ausstieg im Juni 2020 spielte er dieselbe Rolle ab August 2020 in der Serie Köln 50667, die ebenfalls auf RTL II läuft. Nachdem er nach eigenen Aussagen kurz vor einem Burnout stand, verließ Rasch Anfang 2021 die Serie Köln 50667, ging nach Bremen und zog sich zwischenzeitlich aus der Öffentlichkeit zurück. Grund dafür sei eine Fehldiagnose der Augenkrankheit „Grüner Star“ gewesen und Depressionen, unter denen der Laiendarsteller gelitten habe. In dieser Zeit wirkte der Influencer bei Webproduktionen wie dem RTL+ Projekt Villa der Liebe oder des Joyn-Formats Camps for Future mit. 
Ende 2021 zog Rasch zurück in seine Wahlheimat Berlin, wo er eine Beziehung mit Robert Thiele hatte, mit dem er zusammen in Berlin lebte. Davor war er von 2017 bis Juni 2019 mit seinem BTN-Schauspielkollegen Benjamin Mittelstädt liiert.

## Filmografie
- 2015: Verdachtsfälle Spezial (Fernsehserie)
- 2016: Auf Streife (Fernsehserie)
- 2016: PK18 – Einsatz auf St. Pauli (Fernsehserie)
- 2016: Verdächtig – Knopf & Team übernehmen (Fernsehserie)
- 2016: Auf Streife[7] (Fernsehserie)
- 2017: Verdachtsfälle (Fernsehserie)
- 2017: McDonald’s (Werbespot)
- 2017–2020: Berlin – Tag & Nacht (Fernsehserie)
- 2020: Timi´s Show (Webserie)
- 2020: Köln 50667 (Fernsehserie)
- 2021: Villa der Liebe (Webserie)
- 2021: CoupleChallenge – Das stärkste Team gewinnt (Reality-Show)
- 2022: Camps for Future (Webserie)
- seit 2022: BlödGefragt[8] (Comedy-Satire-Serie)